# بینگولا
بینگولا (به لاتین: Bingula) یک منطقهٔ مسکونی در کرواسی است که در Šid Municipality واقع شده‌است. بینگولا ۹۰۶ نفر جمعیت دارد.